# Amadou Coulibaly
Amadou Coulibaly (Bobo-Dioulasso, 31 de dezembro de 1984) é um futebolista de Burkina Faso.